# Есмир Бајрактаревић
Есмир Бајрактаревић (Аплтон, 10. март 2005) је босанскохерцеговачки фудбалер који тренутно наступа за ПСВ Ајндховен. Игра на позицији крилног нападача.
Бајрактаревић је рођен у Аплтону у Висконсину, САД. Његова породица је родом из Сребренице у Босни. Након добијања босанскохерцеговачког пасоша дебитовао је 2024. за Босну и Херцеговину.